# Piper bahianum
Piper bahianum är en pepparväxtart som beskrevs av Truman George Yuncker. Piper bahianum ingår i släktet Piper och familjen pepparväxter. Inga underarter finns listade i Catalogue of Life.